# Трудова (селище)
Трудова́ (рос. Трудовая) — селище у складі Митищинського міського округу Московської області, Росія.

## Населення
Населення — 135 осіб (2010; 62 у 2002).
Національний склад (станом на 2002 рік):
- росіяни — 90 %